# Miķelis Rēdlihs
Miķelis Rēdlihs ( * 1. července 1984, Riga) je lotyšský hokejista, útočník, lotyšský reprezentant.
Je odchovancem rižského klubu Prizma (1999–2002). Dvě sezóny odehrál v Bělorusku (2006–08) a v týmu Lokomotiv Jaroslavl v KHL (2012–14). Nejdéle byl hráčem týmu Dinamo Riga (2008–12 a 2014–20), který hraje lotyšskou hokejovou ligu i KHL. Od roku 2021 hraje za HK Olimp Riga.
V lotyšské reprezentaci debutoval 5. září 2003. Zúčastnil se sedmi Mistrovství světa v ledním hokeji (2005, 2006, 2007, 2008, 2009, 2010, 2011). Největším úspěchem bylo 7. míst v roce 2009. Dvakrát se zúčastnil zimních olympijských her (2006, 2010).
Bratři Krišjānis a Jēkabs jsou rovněž hokejisté.

## Úspěchy
- Mistr Lotyšska (2): 2004, 2005
- Třetí místo v šampionátu Běloruska: 2007
- Účastník zápasu hvězd KHL 2012